# Hiéroglyphe égyptien F1
La tête de bovin, en hiéroglyphes égyptiens, est classifiée dans la section F « Parties de mammifères » de la liste de Gardiner ; cet hiéroglyphe y est noté F1.

## Représentation
Il représente une tête de bovin (race Negou). Il est translittéré kȝ.

## Utilisation
| kA · D52 | E1 |

| kA · D52 | E1 |

| E1 |

| E1 |

| E1 |

| E1 |

F1 semble avoir très probablement inspiré (avec F2) l'alphabet protosinaïtique pour le caractère d'où dérive la lettre A de l'alphabet latin.